# 8つの小品 (ブルッフ)
『8つの小品』作品83は、マックス・ブルッフの作曲した室内楽曲。

## 概要
1908年頃から、『クラリネットとヴィオラのための二重協奏曲』作品88と同様に、クラリネット奏者であった息子マックス・フェリクスのために書かれたと考えられている。初演の時期ははっきりしないが、1909年にはマックス・フェリクスが演奏していることが確認されている。ブルッフが教職を退いた1910年に出版され、アルバニア公妃ゾフィー・ツー・ヴィートに献呈された。全体を晩年に差し掛かったブルッフの郷愁の感情が満たしており、中音域に偏った編成も相まって内省的な雰囲気が作品を支配している。
モーツァルトの『ケーゲルシュタット・トリオ』やシューマンの『おとぎ話』作品132に倣い、クラリネット、ヴィオラ、ピアノという編成で書かれている。クラリネットにはヴァイオリン、ヴィオラにはチェロの代替パートが用意されている。また、作曲段階でブルッフは複数の小品（おそらく第3、5、6曲）にハープを加えることを考えていた。

## 構成
全8曲からなり、全曲の演奏時間は約35分。各曲の連関はほぼなく、ブルッフ本人は全曲の通奏を要求してはいない。
- 第1曲　Andante
イ短調、2/4拍子。複合二部形式（あるいは展開部を欠いたソナタ形式）。葬送行進曲風の重いリズムに始まり、ヴィオラが哀愁の漂う旋律を奏し始める。
- 第2曲　Allegro con moto
ロ短調、3/4拍子。複合二部形式。指定テンポは速いが、クラリネットとヴィオラが四分音符を中心に動くため色調は落ち着いている。
- 第3曲　Andante con moto
嬰ハ短調、3/4拍子－4/4拍子。複合二部形式。A-B-A-B'の形式で、Aではヴィオラが力強いレチタティーヴォを奏でる。Bはクラリネットが息の長い旋律を歌い、B'では二つの要素が統合される。
- 第4曲　Allegro agitato
ニ短調、2/2拍子。ソナタ形式。激しいアクセントを持つベートーヴェン風の作品。ピアノには高度な技巧が要求される。短い展開部に続く再現部では美しい第二主題がニ長調に転じ、華々しく終わる。
- 第5曲　「ルーマニアの旋律」（"Rumänische Melodie"）　Andante
ヘ短調、3/4拍子。三部形式。ピアノのアルペジオに乗って、ややエキゾティックな趣を湛えた旋律が切々と歌われる。
- 第6曲　「夜の歌」（"Nachtgesang - Nocturne"）　Andante con moto
ト短調、4/4拍子。三部形式。三連符のリズムが揺れ、主部では長調と短調が交錯する。中間部は変ホ長調、ウン・ポコ・メノ・レントとなりやや活動的になる。
- 第7曲　Allegro vivace, ma non troppo
ロ長調、6/8拍子。ソナタ形式。唯一の長調曲で、メンデルスゾーンを思わせる快活なスケルツォ。
- 第8曲　Moderato
変ホ短調（変ロ短調で記譜されている）、4/4拍子。ソナタ形式。クラリネットに現れる第一主題、ハ短調のユニゾンで提示される第二主題ともに暗い雰囲気が漂い、憂鬱に曲集を締めくくる。